# Cléomadès
Cléomadès est un roman écrit par Jean Marchand d'après un conte du médiéval d'Adenet le Roi (1240 ? - 1300 ?). Il a été publié en 1925.
Ce récit est celui du roi de Sardaigne Caldus et de sa femme Isabelle, grands-parents du prince.

## Comment fut élevé le prince Cléomadès
Il y eut autrefois un roi de Sardaigne que l'on appelait Caldus. Il fut puissant et de grand renom. En même temps vivait en Espagne une jeune fille appelée Dona Isabelle. On n'en pouvait guère trouver de plus parfaite. Elle était sage en action et parole, elle était héritière de toute la terre d'Espagne et de tout le pays qui en dépendait. Le roi Caldus la fit demander en mariage pour son fils nommé Marcadigas. Le prince était sage et beau, et preux. Quand ils furent tous deux mariés et qu'ils furent devenus roi et reine d'Espagne, ils eurent un fils, auquel ils donnèrent le nom de Cléomadès.
Jamais prince ne reçut une éducation plus soignée; aussi nul ne devint plus savant en toutes connaissances, plus habile à se tirer d'affaire en toutes circonstances, plus fort et plus adroit à manier les chevaux et les armes.
Dès qu'il avait su monter à cheval, son père l'avait envoyé en Grèce, et quand il sut parler le grec, il alla en Allemagne, en la ville de Cologne, où il apprit à parler allemand.
Il fréquentait les nobles compagnies de barons et de chevaliers, de damoiseaux et d'écuyers, et menait belle et grande vie.
Il s'en alla ensuite au royaume de France qu'on appelait autrefois Gaule, pour y apprendre sens et honneur et tout ce qui touche à la valeur. Il fut longtemps en ce pays, où il se plaisait beaucoup, parce que la France a été toujours la fleur des royaumes, le pays de l'honneur, de la gentillesse, de la courtoisie et de la générosité. Aussi Cléomadès ne pouvait-il se décider à quitter la France.